# Едуард Мілославич
Едуард Луко Мілославич (хорв. Eduard Luco Miloslavić (1884—1952) — професор патологічної анатомії, який був одним з основоположників дисципліни у США, а також розслідував Катинські розстріли.

## Біографія
Нащадок хорватських емігрантів в США, народився в Окленді (Каліфорнія). Його батько Луко приїхав з Жупи-Дубровачкої (в 10 км від Дубровника) в Дубровник в 1878 році. У тому ж році він одружився з Вікою Мілкович. Кілька років по тому подружня пара емігрувала в США. Вся сім'я — Луко, Віка, Едвард і його брати і сестри повернулися в Дубровник в 1889 році.
Мілославич вивчав медицину в Відні, де він став професором патології. У 1920 році з Університету Маркетт (англ. Marquette University в Вісконсині прийшло запрошення зайняти місце завідувача кафедрою патології, бактеріології та судової медицини.
У наступні роки «док Міло», як називали його колеги, поклав початок кримінальній патології в США. Як видатний фахівець він був залучений в розслідування злочинів, скоєних бандою Аль Капоне. Він був одним із засновників «Міжнародної Академії Судової Медицини», членом багатьох американських і європейських наукових товариств та академій і віце-президентом Хорватського Братського Союзу (англ. Croatian Fraternal Union в США.
У 1932 році він переїхав в Загреб, де він був професором з докторським ступенем на факультеті медицини. Також він читав лекції з пасторальної медицини на факультеті теології в Загребі і був відомий як гарячий противник абортів і евтаназії. У 1940 році він був обраний членом престижного «Судово-медичного товариства» (англ. Medico-Legal Society в Лондоні. У 1941 році він став повним членом (нім. Kaiserlich Leopoldinisch-Carolinische Deutsche Akademie der Naturwissenschaftler в Німеччині і був удостоєний звання почесного доктора (лат. honoris causa), присудженого йому Віденським університетом, де він почав свою наукову кар'єру.
За його ініціативою в 1944 році в Сараєво був заснований факультет медицини (в той час велика частина Боснії, в тому числі Сараєво, входила до складу Незалежної держави Хорватії).
Під час перебування у Загребі в 1943 році, Милославичі став одним з членів міжнародної комісії, яка була скликана німцями для розслідування вбивства польських офіцерів у Катинському лісі . Причому на відміну від інших колег, які всіляко прагнули ухилитися від участі в роботі комісії, Милославичі «сам напросився на поїздку в Катинь» . Згідно зі статтею, опублікованою в газеті «Вєсник» (хорв. Vjesnik) 27 грудня 1992 року, Мілославич був заочно засуджений до смерті югославським урядом за його участь в цьому розслідуванні.
У 1944 році він знову пере'хав у США — в Сент-Луїс (штат Міссурі), де працював до самої смерті.